# Renault Twingo
Renault Twingo — автомобиль особо малого класса французской компании Renault. Впервые был представлен на Парижском автосалоне в октябре 1992 года. Продажи стартовали в 1993 году (Европа). Летом 2007 года начался выпуск второго поколения Twingo.
Название является контаминацией слов твист, свинг и танго и отражает динамичный и весёлый характер автомобиля.

## История
Начало Twingo восходит к 1980-м годам, когда на Рено начались работы по созданию преемника модели R4, выпускавшейся с 1961 г. По проекту VBG (Véhicule Bas de Gamme — «автомобиль нижнего ценового уровня») было создано несколько прототипов. Основной задачей было создать более дешёвый автомобиль, чем уже выпускавшиеся автомобили начального уровня (R5, Clio), не конкурирующий с ними и дающий прибыль. В определённый момент времени работы по проекту, получившему код W-60, были остановлены.
В 1987 году президент Renault Раймонд Леви решает возобновить работы, меняет кодовое имя проекта на X-06, поручает заняться им только что пришедшему на Рено Патрику ле Клеману (Patrick Le Quément) и выделяет на эти работы 3,5 млрд франков (700 млн долларов). Через несколько месяцев он предложил идею компактного однообъёмного автомобиля (по аналогии с успешным Espace). Его стиль, внутри и снаружи, должен быть таким, чтобы получился автомобиль-икона, а не просто транспортное средство. Клеман сам занялся общими пропорциями автомобиля: колёса по углам кузова, широкая передняя колея, больше, чем у Clio, и «лягушачья физиономия». Окончательный дизайн автомобиля был «заморожен» в 1988 году и, хотя Раймонд Леви находил его превосходным, внутри компании мнения были противоречивыми. И тогда, как говорят, Патрик Клеман написал своему руководителю следующее: «Главный наш риск состоит в том, что мы не рискуем, я прошу вас принять решение в пользу интуитивного дизайна против экстенсивного маркетинга». «Я согласен» — ответил ему Леви.
5 октября 1992 года автомобиль был рассекречен на Парижском автомобильном салоне и стал настоящим хитом — 2240 человек сразу же пожелали его купить. Оригинальными чертами автомобиля стали центральное расположение приборной панели, яркие расцветки кузова, модульная конструкция салона. Задние сиденья могли сдвигаться на 17 см, увеличивая или багажник, или пространство для сидящих сзади.

## Первое поколение
Концепция небольшого однообъёмного автомобиля необычного вида перевернула основы автомобильного дизайна. Первоначально выбор вариантов был ограничен: один тип двигателя, всего четыре цвета кузова, один тип отделки салона, простейшая пластиковая панель приборов и отсутствие какого либо дополнительного оборудования. Несмотря на это, спрос был настолько велик, что автомобиль стал лидером по количеству угонов.
В Германии стоимость Twingo с 1,2 литровым 55-сильным двигателем в 1993-94 годах начиналась от 16 500 DM за базовую комплектацию, что делало этот автомобиль одним из самых доступных на немецком рынке. Автомобиль не имел версии с правым рулём и поэтому никогда официально не продавался в Англии. Всего выпущено более 2,5 млн автомобилей. Twingo первого поколения до 2012 года выпускался на заводе Рено в Колумбии.

### Хронология
- октябрь 1994 г. — версия Easy была оснащена системой центральной блокировки замков дверей, передними электрическими стеклоподъёмниками, электроприводом наружных зеркал. За отдельную плату на автомобили можно было установить усилитель руля и АБС;
- сентябрь 1995 г. — подушки безопасности водителя и пассажира устанавливаются за дополнительную плату;
- июль 1996 г. — новый двигатель от Clio (D7F) взамен старого от Renault 5 (C3G), третий стоп-сигнал;
- июль 1998 г. — первая модернизация: изменён интерьер, панель приборов, передние и задние фонари, бамперы;
- апрель 2000 г. — новая роботизированная коробка передач Quickshift 5;
- сентябрь 2000 г. — вторая модернизация: колёса большей (14") размерности, новые панели дверей;
- декабрь 2000 г. — новый 16-ти клапанный двигатель (D4F) объёмом 1,2 л и мощностью 75 л. с. (56 кВт);
- сентябрь 2004 г. — третья модернизация: на крышке багажника установлен логотип Renault, новые цвета кузова;
- июнь 2007 г. — прекращено производство и продажа в Европе.

### Галерея
Renault Twingo I (1993—1998 гг.)

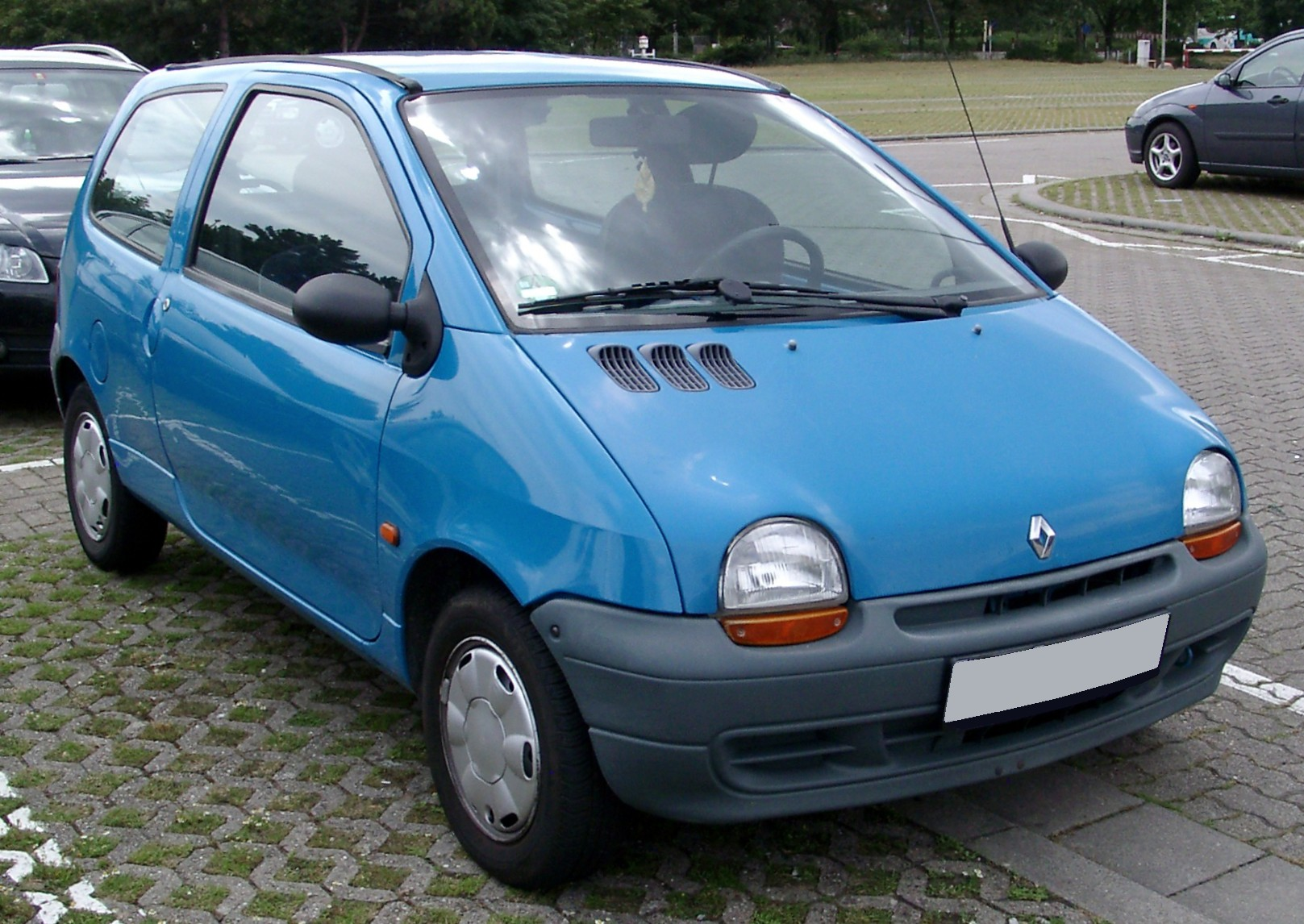
Отдельные указатели поворотов
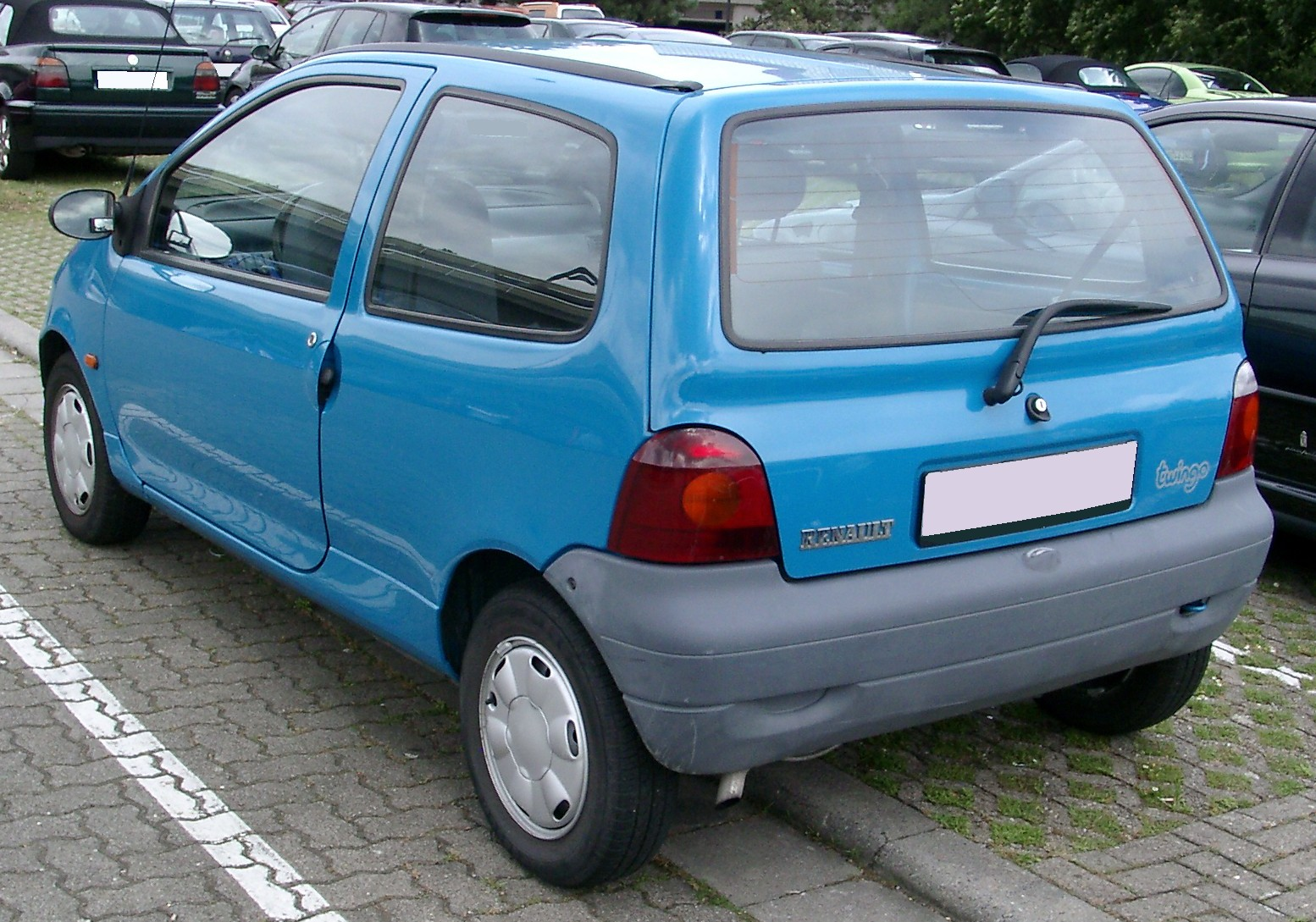
На фонаре справа — отдельная секция заднего хода
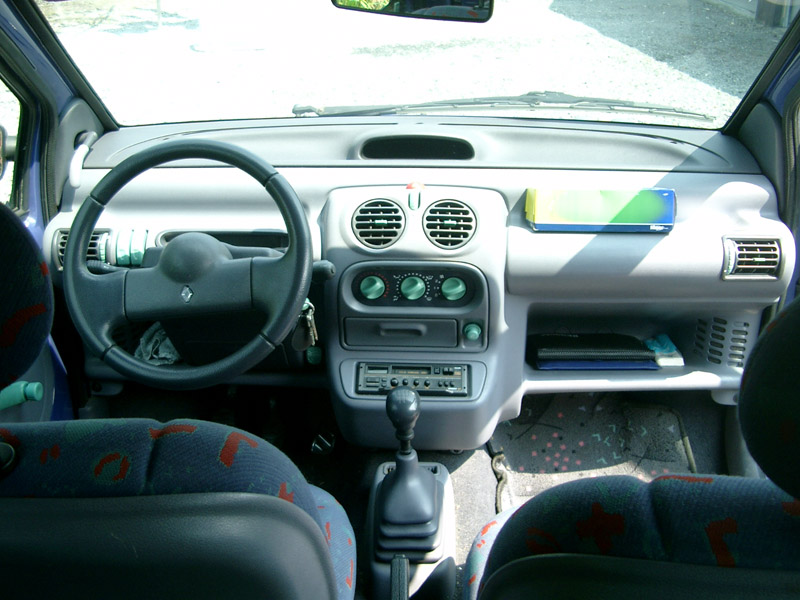
Интерьер

Renault Twingo I (1998—2000 гг.)

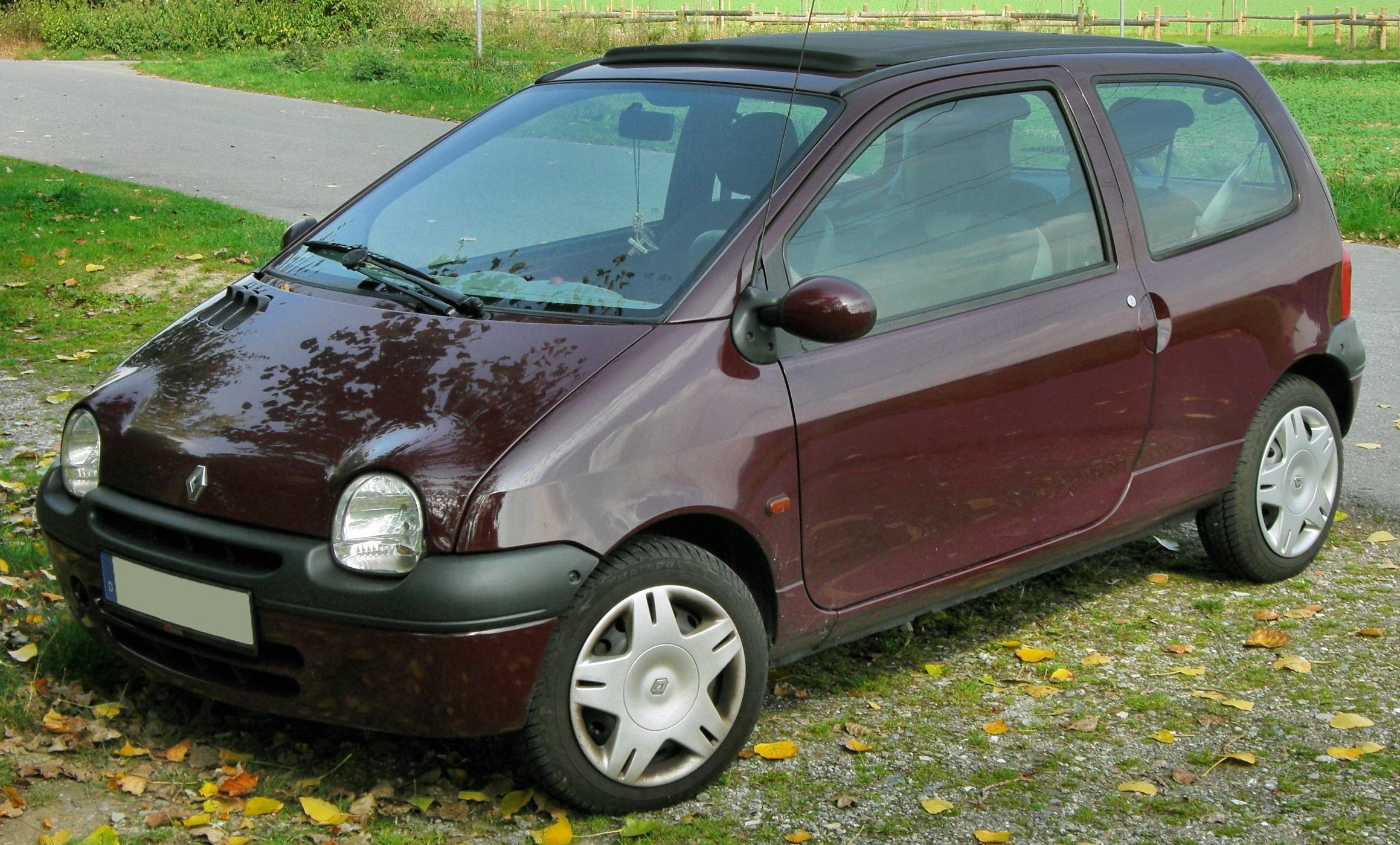
Новый бампер, фары
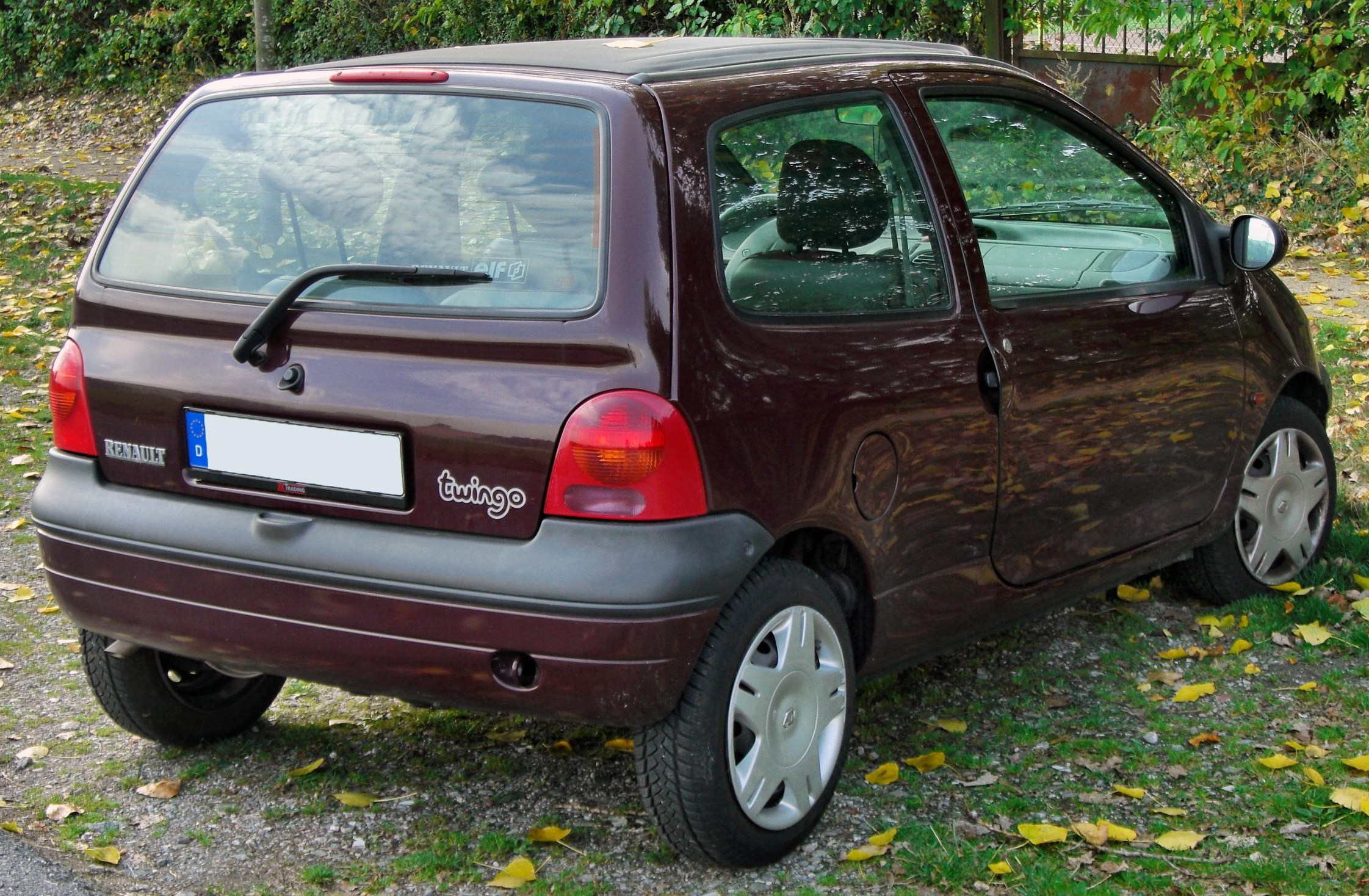
Новый бампер, фонари
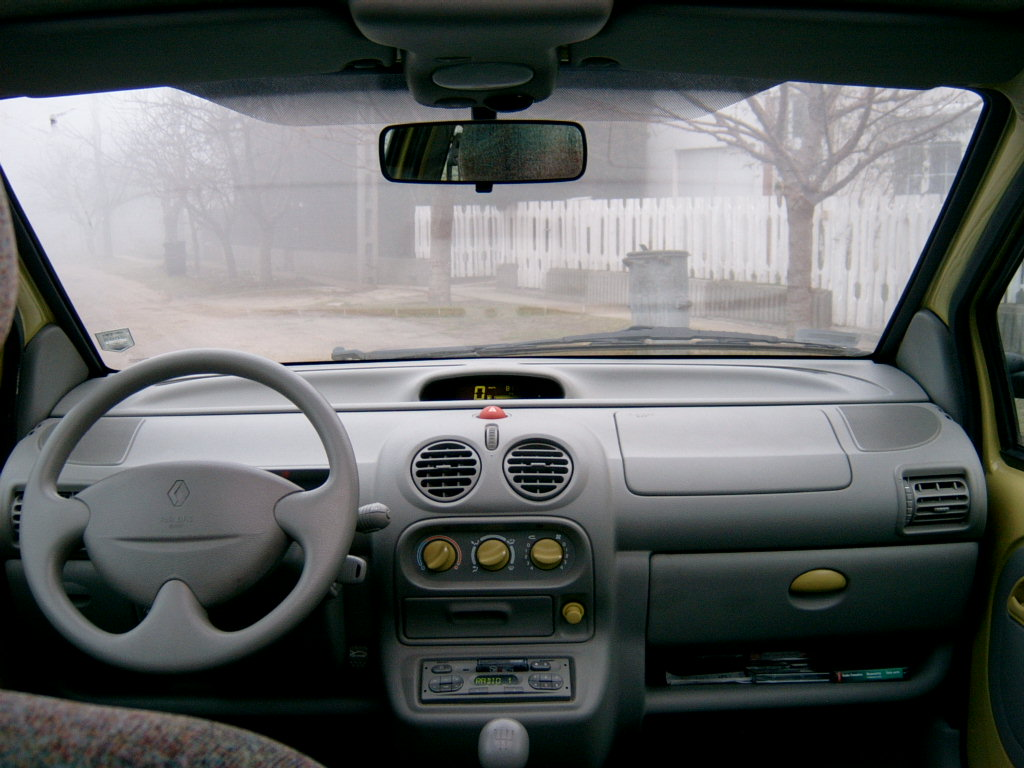
Интерьер

Renault Twingo I (2000—2007 гг.)

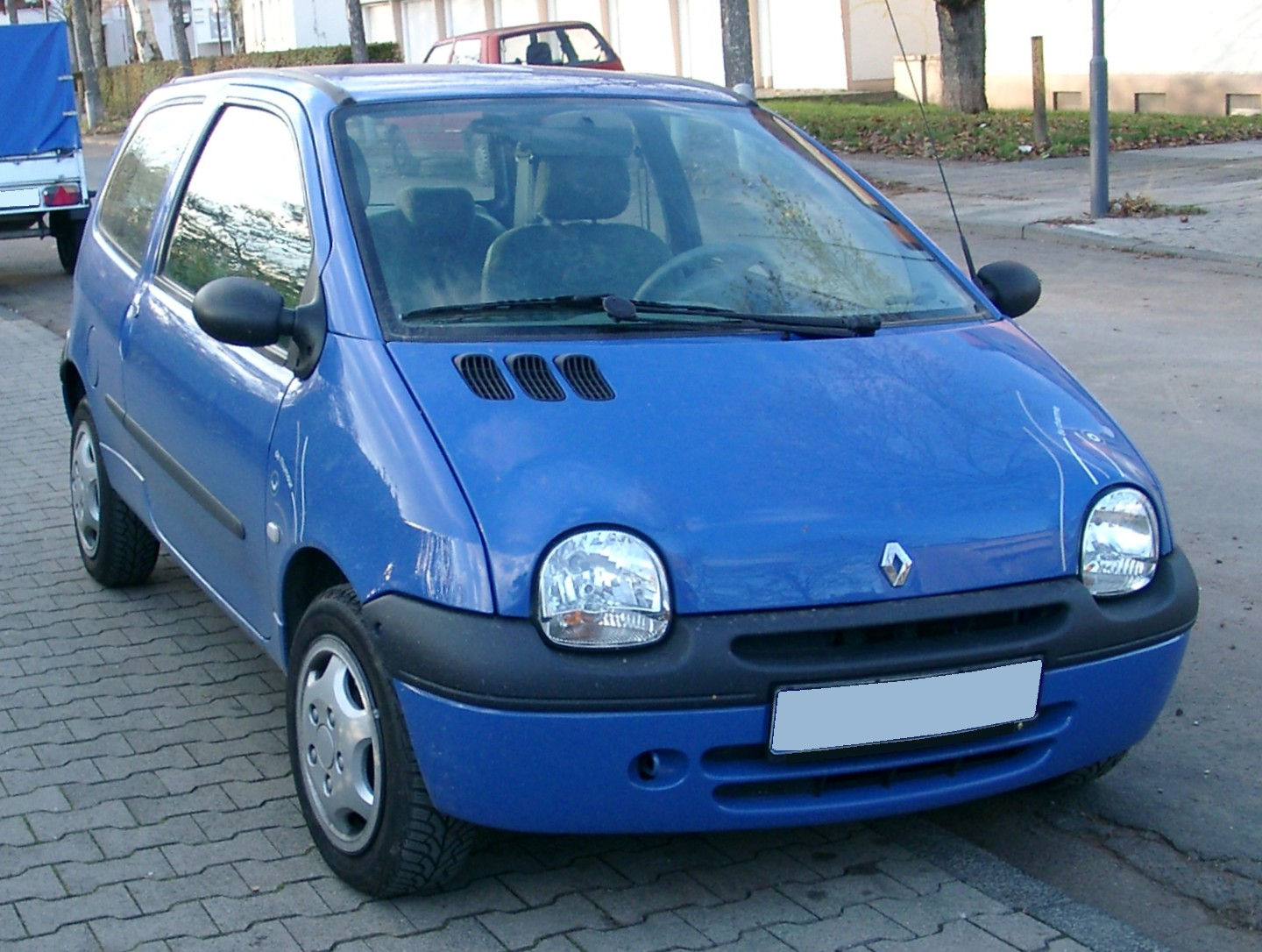
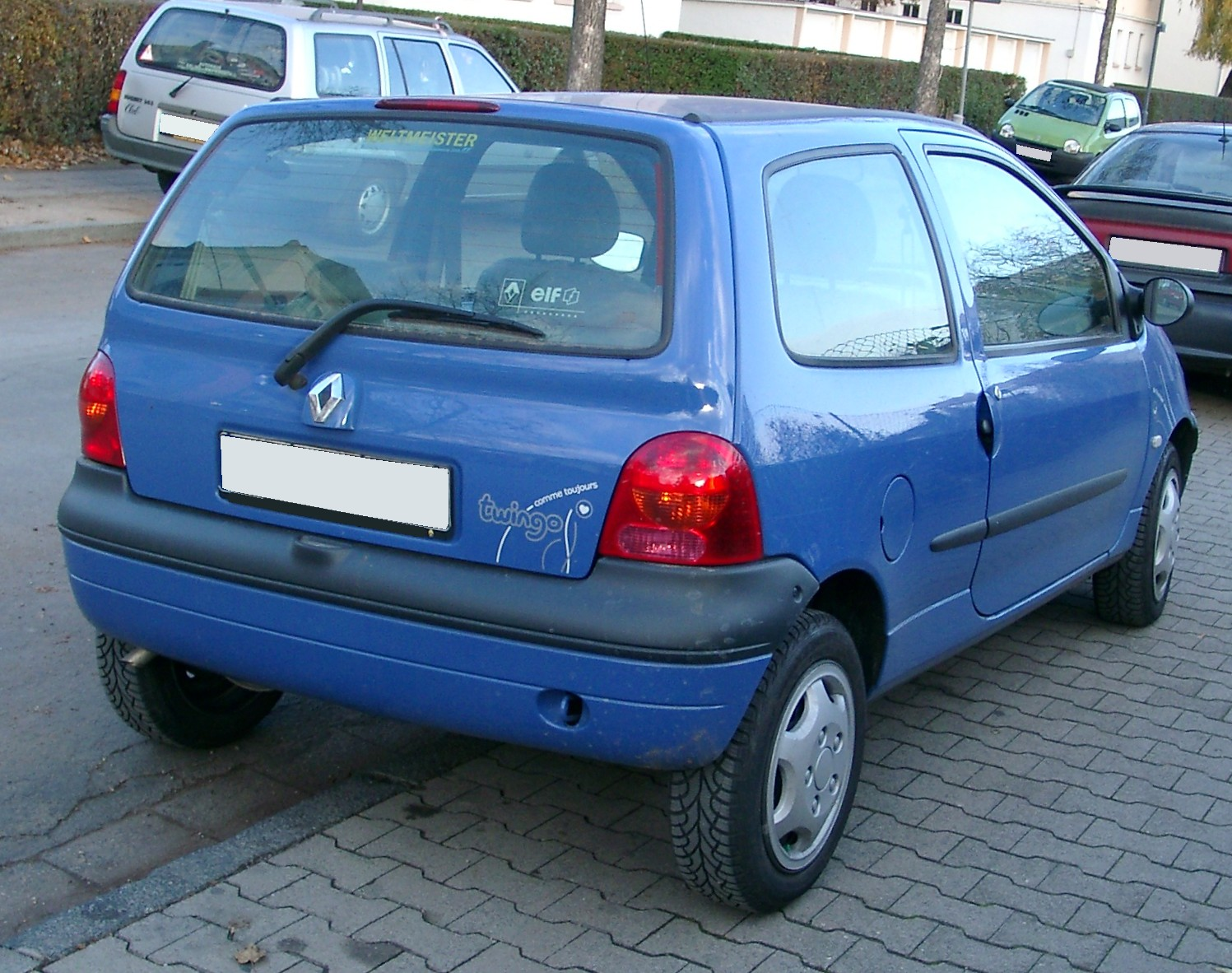
Эмблема Renault сзади

### Безопасность
| Euro NCAP                                          | Euro NCAP | Euro NCAP | Euro NCAP |
| -------------------------------------------------- | --------- | --------- | --------- |
| Рейтинги                                           | Пассажир  |           | 23        |
| Рейтинги                                           | Пешеход   |           | 10        |
| Протестированная модель: Renault Twingo 1,2 (2003) |           |           |           |

## Второе поколение
Второе поколение было представлено в 2006 году на Парижском автосалоне. Весной 2007 года начался выпуск обычной модели, а в январе 2008 — версии Twingo Renaultsport 133. Выпуск Twingo Renaultsport 133 был закончен в августе 2013 года.

### Phase II

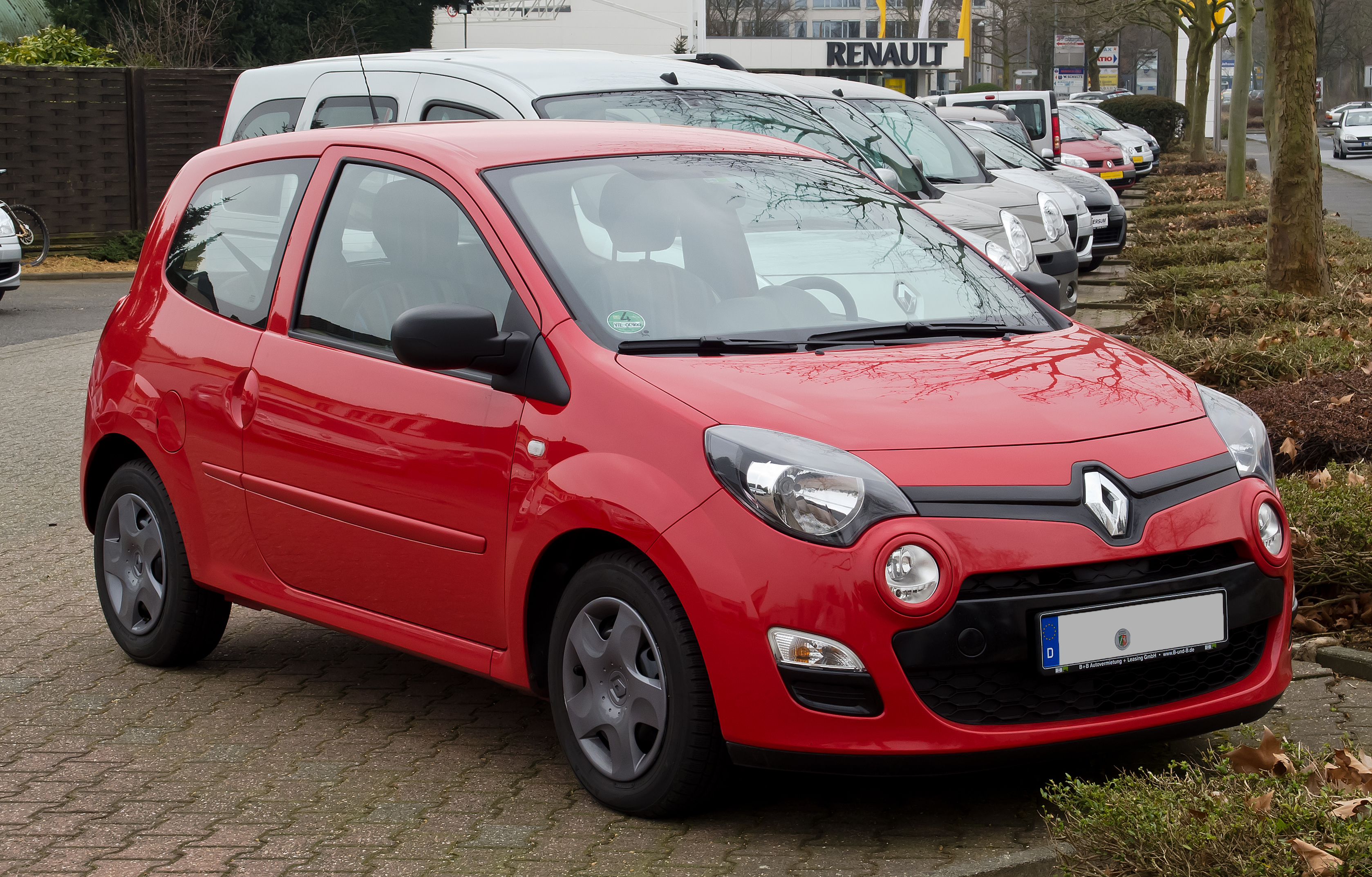
Renault Twingo II после рестайлинга

12 июля 2011 года на Франкфуртском автосалоне был представлен рестайлинговый автомобиль. Автомобиль производился в городе Ново-Место, Словения, продажи стартовали в начале 2012. В автомобиле применена новая светотехника, предложены новые расцветки кузова, другие материалы для отделки салона. Автомобиль оборудован мультимедийной системой с Bluetooth, USB и возможностью подключения GPS-навигатора. Двигатели бензиновые 1,2 16 V (75 л. с.), 1,2 TCe (100 л. с.) и дизельные dCi75 и Dci85, отвечающие экологическим нормам Евро-5.

### Безопасность
| Euro NCAP                                          | Euro NCAP | Euro NCAP | Euro NCAP |
| -------------------------------------------------- | --------- | --------- | --------- |
| Рейтинги                                           | Пассажир  |           | 28        |
| Рейтинги                                           | Пешеход   |           | 11        |
| Протестированная модель: Renault Twingo 1,2 (2007) |           |           |           |

### Галерея

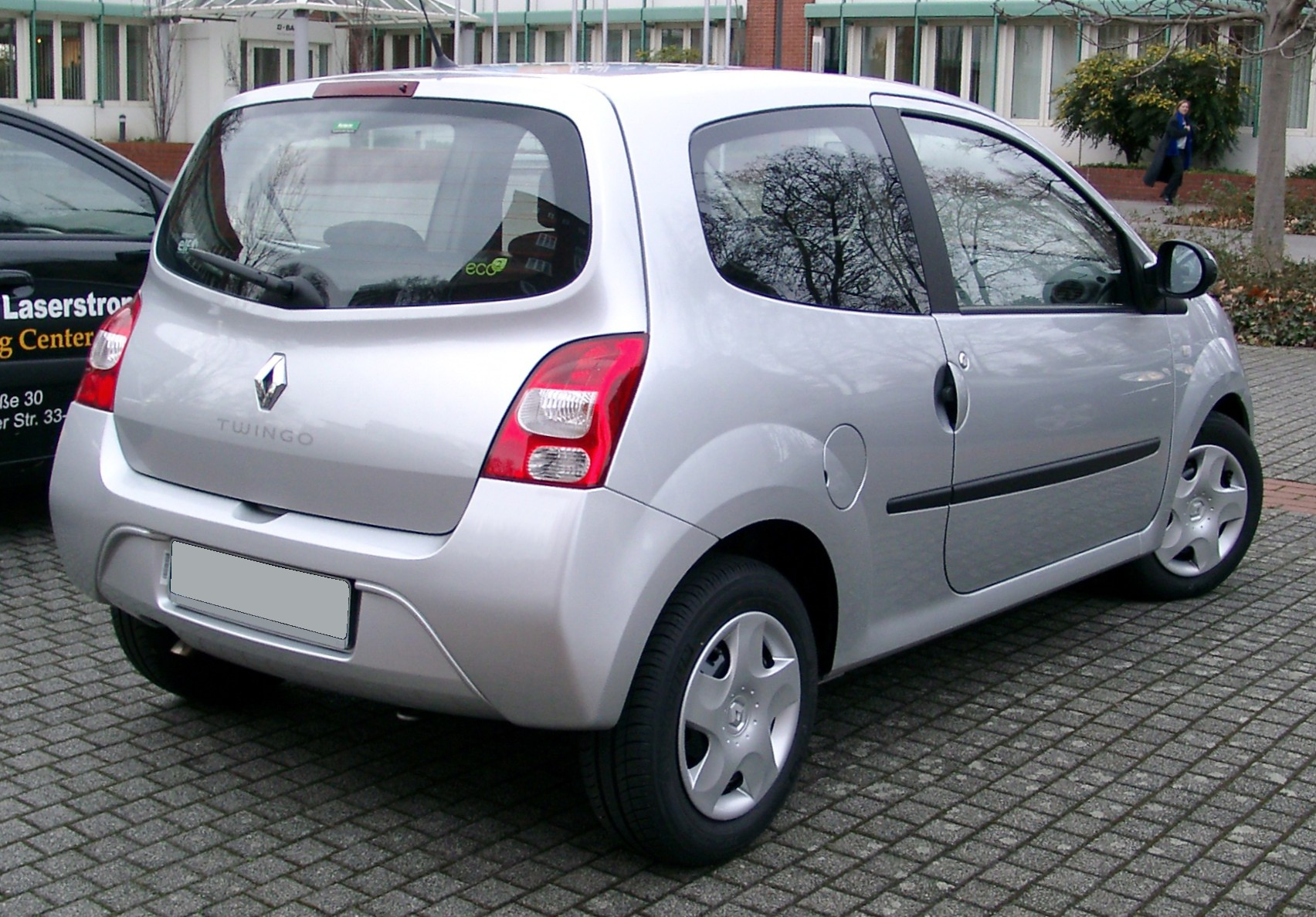
Вид сзади
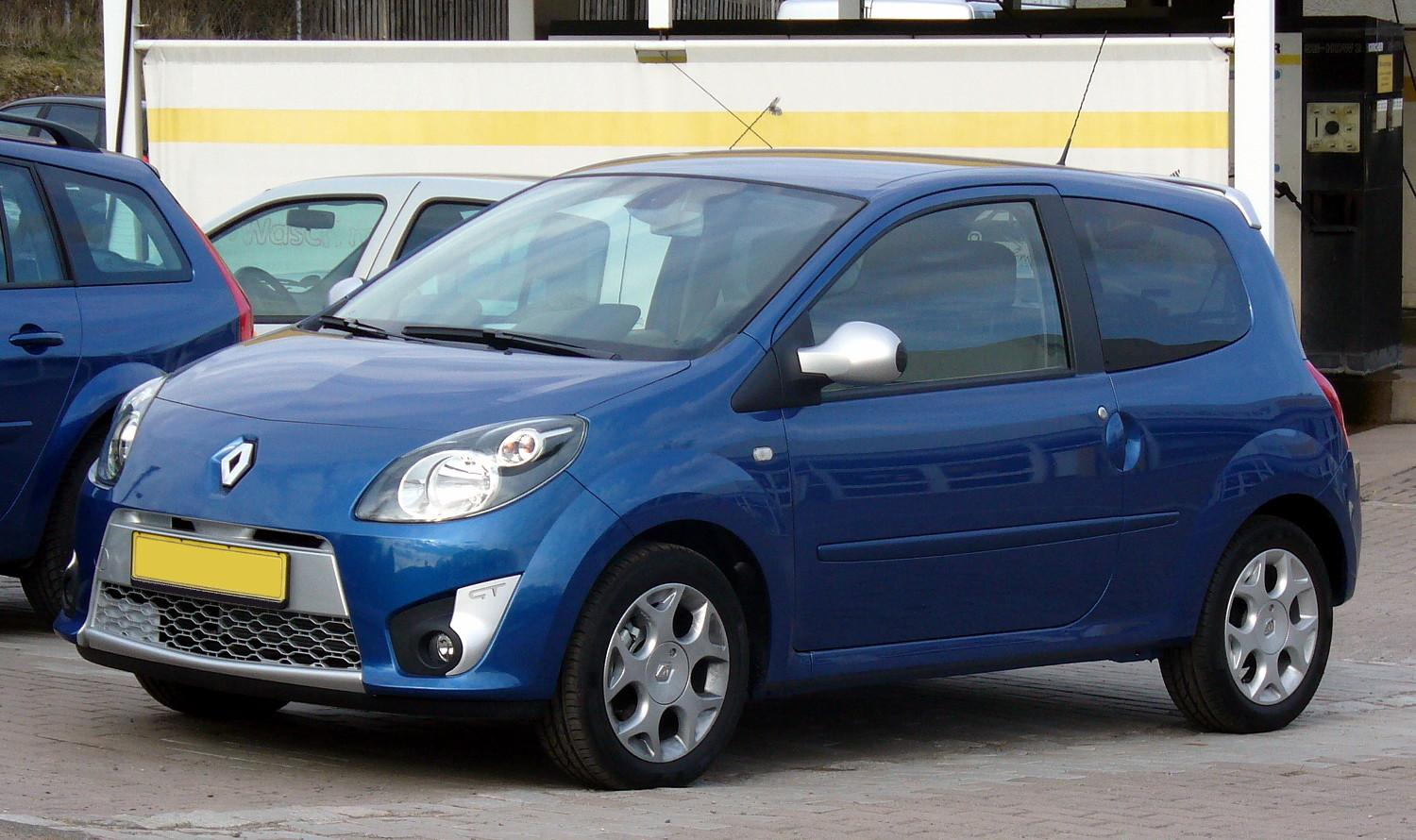
Twingo GT
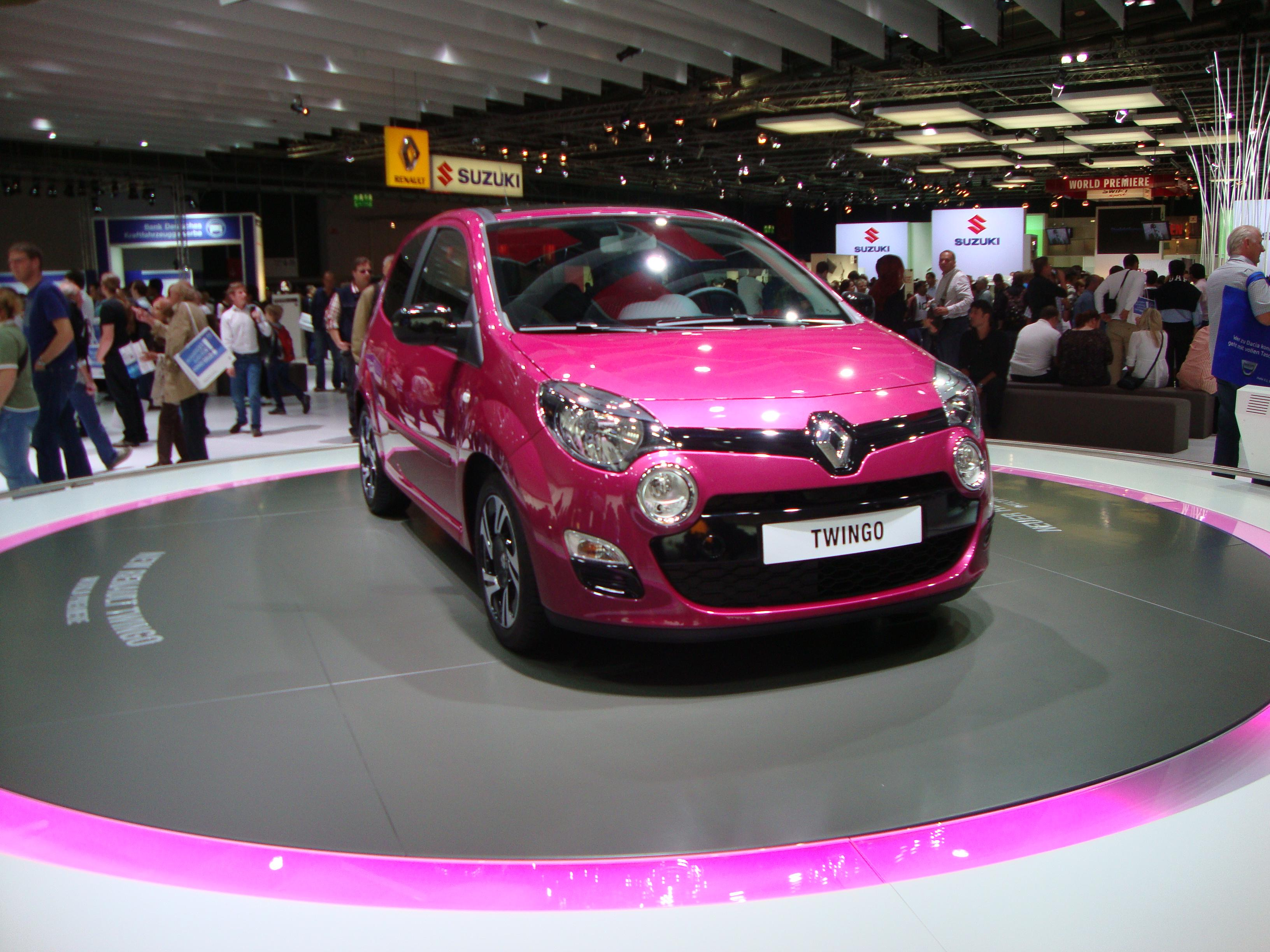
Рестайлинг
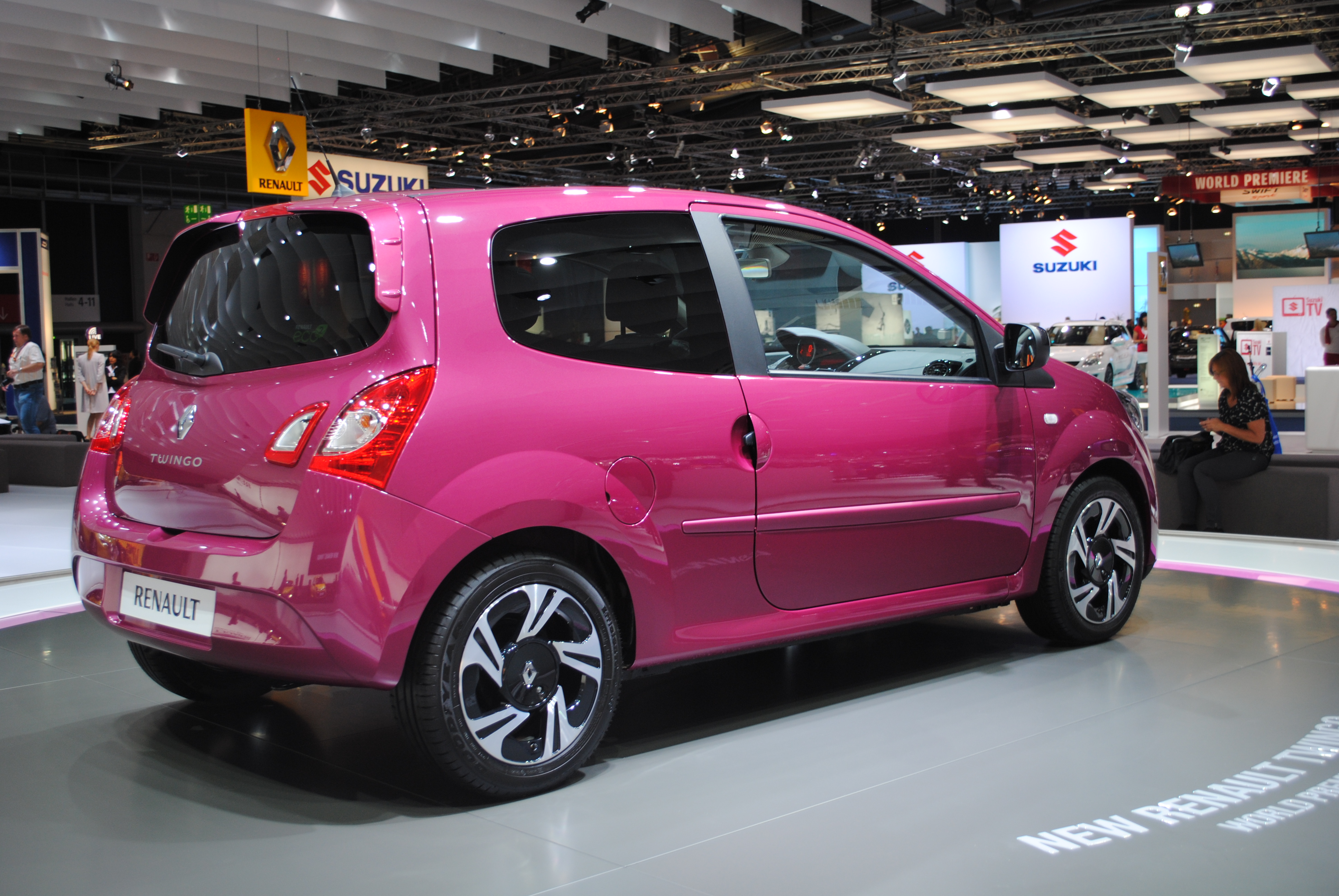
Рестайлинг вид сзади
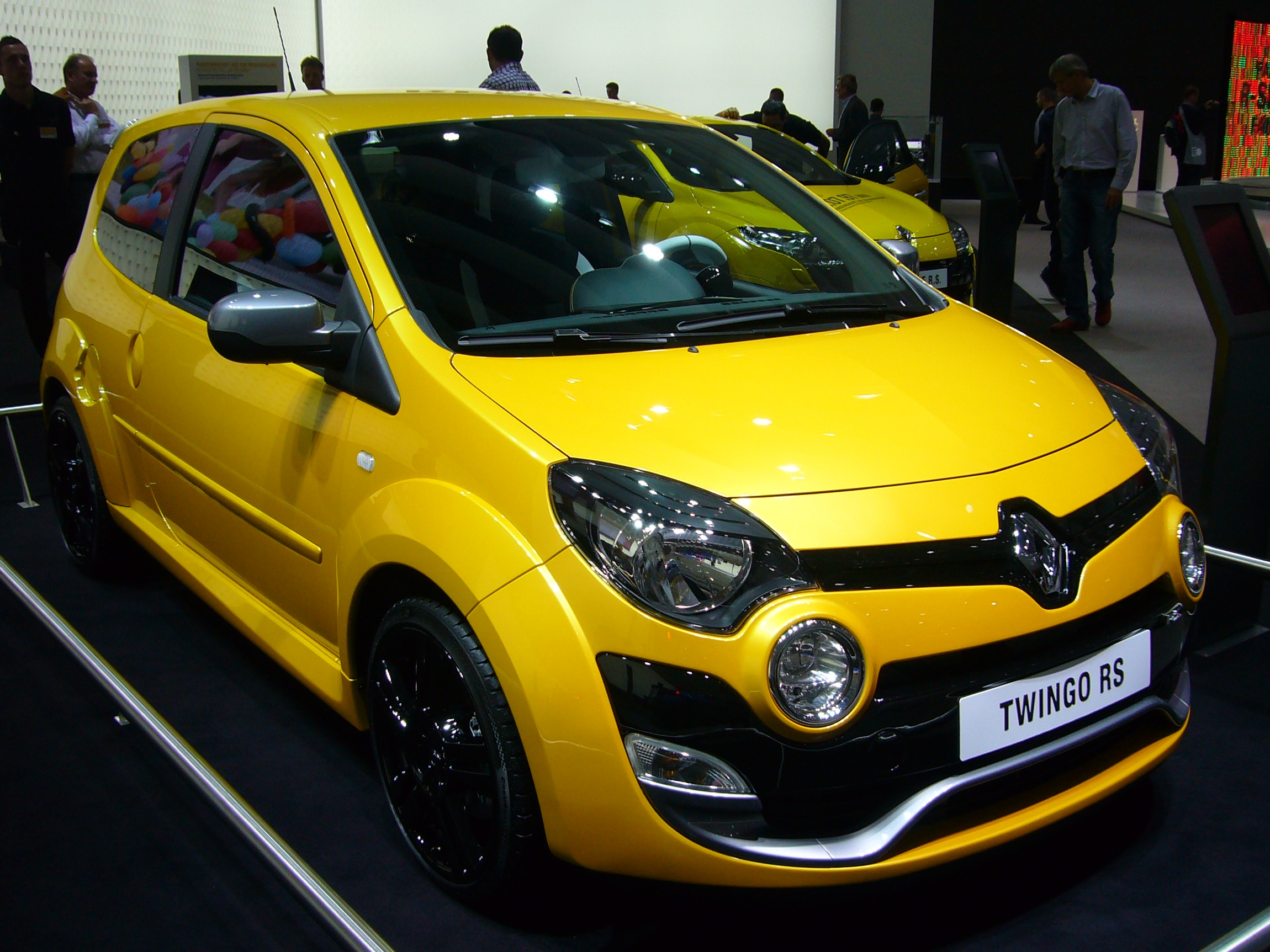
Рестайлинг Twingo RS

## Третье поколение

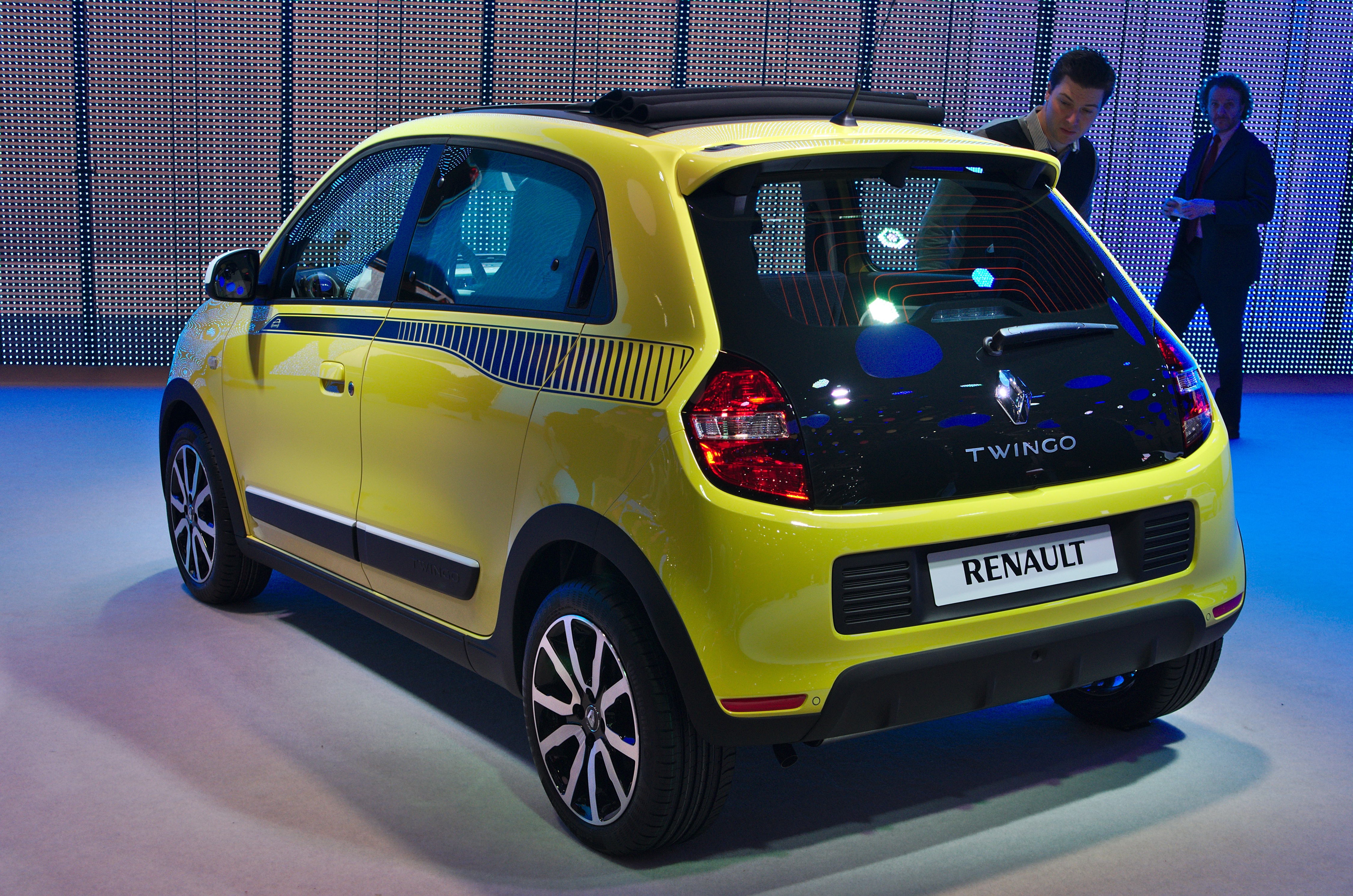
Вид сзади

По договорённости с концерном Daimler следующее поколение Twingo, которое появилось в 2014 году, имеет общую архитектуру с автомобилями Smart третьего поколения, такой же, как у них, задний привод, но абсолютно оригинальный экстерьер и интерьер. Автомобили выпускаются как с обычными двигателями внутреннего сгорания, так и электромоторами. Для обычных автомобилей альянс Renault-Nissan поставляет новый компактный трёхцилиндровый двигатель. Для электромобилей Daimler производит аккумуляторные батареи, а Renault-Nissan — электромоторы и силовую электронику.

### Twingo GT
Летом 2016 года была представлена версия GT. Автомобиль получил мотор мощностью 110 л. с., переработанное шасси и декоративные изменения.

### Безопасность
Автомобиль прошёл тест Euro NCAP в 2014 году:
| Euro NCAP                                                    | Euro NCAP | Euro NCAP | Euro NCAP             |
| ------------------------------------------------------------ | --------- | --------- | --------------------- |
| · общий рейтинг                                              |           |           |                       |
| 78%                                                          | 81%       | 68%       | 56%                   |
| взрослый пассажир                                            | ребёнок   | пешеход   | активная безопасность |
| Протестированная модель: Renault Twingo 1.0 'E2', LHD (2014) |           |           |                       |

## Производство
С 1995 года сборка Twingo началась на заводе Sofasa в Колумбии. В июне 2002 года был произведён двухмиллионный автомобиль.
Серийное производство нового Twingo началось весной 2007 года на заводе Revoz в г. Ново Место, Словения. В продажу автомобиль поступил в июле того же года.
| Производство                             | Производство               | Производство       | Производство  | Производство |
| ---------------------------------------- | -------------------------- | ------------------ | ------------- | ------------ |
| Год                                      | Twingo                     | Twingo Van, фургон | Wind, родстер |              |
| 1999                                     | 204 449                    | 2 459              | -             |              |
| 2000                                     | 200 770                    | 1 990              | -             |              |
| 2001                                     | 171 768                    | 2 112              | -             |              |
| 2002                                     | 149 744                    | 1 870              | -             |              |
| 2003                                     | 122 082                    | 1 115              | -             |              |
| 2004                                     | 91 309                     | 952                | -             |              |
| 2005                                     | 90 674                     | 957                | -             |              |
| 2006                                     | 63 448                     | -                  | -             |              |
| 2007                                     | 118 082 (42 840*+75 242**) | -                  | -             |              |
| 2008                                     | 138 556 (6 353*+132 203**) | -                  | -             |              |
| 2009                                     | 187 470                    | -                  | -             |              |
| 2010                                     | 163 405                    | -                  | 6 556         |              |
| 2011                                     | 147 814                    | -                  | 5 612         |              |
| 2012                                     | 101 508***                 | -                  | -             |              |
| 2013                                     | 83 875***                  | -                  | -             |              |
| 2014                                     | 98 787                     | -                  | -             |              |
| 2015                                     | 83 377                     | -                  | -             |              |
| 2016                                     | 83 855                     | -                  | -             |              |
| 2017                                     | 82 638                     | -                  | -             |              |
| 2018                                     | 90 606                     | -                  | -             |              |
| *Twingo I, **Twingo II, ***Twingo + Wind |                            |                    |               |              |